# (33534) Meiyamamura
1999 HL9 (asteroide 33534) é um asteroide da cintura principal. Possui uma excentricidade de 0.13979400 e uma inclinação de 1.54806º.
Este asteroide foi descoberto no dia 17 de abril de 1999 por LINEAR em Socorro.